# Good Hope, Ohio
Good Hope är en ort i Fayette County, Ohio, USA.